# Jorge Vantolrá
Jorge Humberto Vantolrá Rangel (ur. 16 listopada 1955 w mieście Meksyk) – meksykański trener piłkarski.
Vantolrá urodził się w stołecznym mieście Meksyk. Początkowo był psychologiem wychowawczym i w latach 1976–1991 trenował szkolne drużyny w prywatnych placówkach Instituto México i Universidad Iberoamericana. W 1984 roku został trenerem juniorów zespołu Pumas UNAM i funkcję tę pełnił przez najbliższe siedem lat, po czym został członkiem sztabu szkoleniowego drużyny juniorskiej CF Monterrey. Tam pracował w latach 1991–1994 i 1997–1999, w międzyczasie będąc doradcą akademii młodzieżowej klubu Tecos UAG. W ekipach tych współpracował z czołowymi szkoleniowcami w Meksyku – w Pumas i Monterrey z Miguelem Mejíą Barónem, natomiast w Tecos z Víctorem Manuelem Vucetichem. Ponadto w 1993 roku był asystentem Ricardo Ferrettiego w reprezentacji Meksyku B, która wzięła wówczas udział na Złotym Pucharze CONCACAF, ostatecznie w nim triumfując. Pełnił także rolę pomocnika w pierwszej reprezentacji Meksyku – Miguela Mejíi Baróna podczas udanych eliminacji do Mistrzostw Świata 1994, za to Bory Milutinovicia w kwalifikacjach do Mistrzostw Świata 1998, na które Meksykanie również się dostali.
W 1997 roku Vantolrá poprowadził reprezentację Meksyku U–17 na Mistrzostwach Świata w Egipcie. Tam jego piłkarze zanotowali zwycięstwo i dwie porażki, zajmując przedostatnie miejsce w fazie grupowej i nie awansowali do ćwierćfinału. W późniejszym czasie trenował drugoligową ekipę Coyotes de Saltillo, w 2003 roku krótko zajmował się juniorami CF Pachuca, natomiast po kilku miesiącach objął funkcję szkoleniowca drugoligowego Estudiantes de Santander. W latach 2004–2005 pracował w Delfines de Coatzacoalcos, także z drugiej ligi, za to w jesiennych rozgrywkach Apertura 2005 przez parę tygodni był opiekunem pierwszoligowego Club Santos Laguna. W tym czasie odniósł z zespołem z Torreón zwycięstwo i dwie porażki w trzech spotkaniach.
Jesienią 2006 Vantolrá trenował drugoligową filię Tigres UANL o nazwie Tigres Mochis, za to w latach 2007–2009 był szkoleniowcem rezerw i juniorów ekipy Monarcas Morelia. Podczas jesiennego sezonu Apertura 2009 został opiekunem drugoligowej drużyny Correcaminos UAT, jednak odszedł ze stanowiska po dwóch zwycięstwach i czterech porażkach, obejmując funkcję trenera juniorów tego klubu z miasta Ciudad Victoria, którą pełnił przez kolejne trzy lata. W grudniu 2012 powrócił do Pumas UNAM, tym razem w roli dyrektora akademii piłkarskiej klubu.